# Paul Lambrichts
Paul Lambrichts (Lanklaar, 1954. október 16. –) válogatott belga labdarúgó, hátvéd.

## Pályafutása

### Klubcsapatban
1975 és 1978 között a Patro Eisden labdarúgója volt. 1978 és 1982 között a Winterslag, 1982 és 1988 között a Beveren, 1988–89-ben a Standard Liège, 1990-ben ismét a Beveren csapatában szerepelt. 1990 és 1993 között az Overplet-Fabriek játékosa volt. A Beverennel egy belga bajnoki címet szerzett.

### A válogatottban
1984-ben öt alkalommal szerepelt a belga válogatottban. Részt vett az 1984-es franciaországi Európa-bajnokságon.

## Sikerei, díjai
Beveren
- Belga bajnokság
  - bajnok: 1983–84